# Casa de Santa Teresa
La Casa de Santa Teresa és un edifici eclèctic del municipi de Vilanova i la Geltrú a la comarca del Garraf protegit com a bé cultural d'interès local.

## Descripció
És un edifici aïllat al costat de la Biblioteca Museu Víctor Balaguer i envoltat per un ampli jardí. És de planta rectangular i consta de soterrani, planta baixa, elevada amb relació a terra, un pis i terrat on ressurt la caixa d'escala. La composició de les façanes és gairebé simètrica, amb finestres rectangulars i d'arc molt rebaixat, ulls de bou i tribunes. Una motllura perimetral separa decorativament la planta del primer pis. L'edifici és coronat amb una cornisa i barana de balustres plans i presenta una decoració de franges horitzontals que simulen maons. En una de les façanes hi ha un bust de santa Teresa de l'artista Francesc Pagès i Serratosa, erigit en memòria de la mare de Víctor Balaguer, Teresa Cirera.

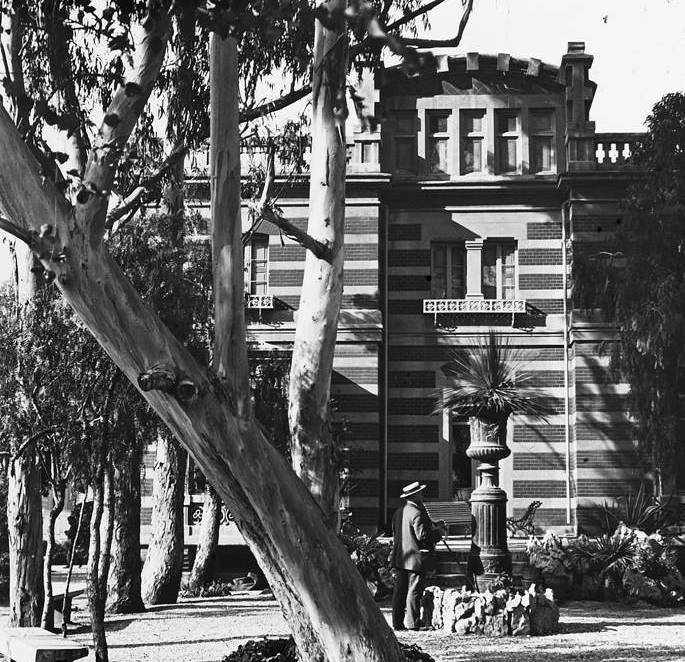
Any 1912

## Història
És una obra de l'arquitecte municipal Bonaventura Pollés i Vivó. L'edifici va ser estrenat l'any 1889. S'havia bastit al costat del de la Biblioteca-Museu Víctor Balaguer per hostatjar Víctor Balaguer en les seves estades a Vilanova. Més tard, quan no quedava prou espai a la Biblioteca-Museu, va servir com a dependència d'aquesta institució. L'any 1915, l'Estat disposà que la Biblioteca se separés del Museu.
Actualment conté diverses peces d'interès, sobretot del segle xix, com mobles i pintures. El sostre del saló principal va ser pintat per Bonaventura Casas.
L'abril de 2025, l'ajuntament de Vilanova i la Geltrú ha llançat un projecte de rehabilitació del conjunt de la casa i dels jardins. A més de millores tècniques, aspira a recuperar l'essència del jardí romàntic que envolta la casa i obtenir el reconeixement com a bé cultural d'interés nacional.